# 可納果
可納果（cocona）是茄科的一種熱帶灌木。可納果和其親緣植物奎東茄非常類似，原產於秘魯等地的亞馬遜熱帶雨林。果實紅色、橙色或黃色，可以食用。可納果也可以作為觀賞植物種植，喜歡炎熱氣候。

## 外部連結
- Fruits of Warm Climates（页面存档备份，存于）